# Ley Constitucional de la disolución de la República Federal Checa y Eslovaca
La Ley Constitucional de la disolución de la República Federal Checa y Eslovaca (en checo: Ústavní zákon o zániku České a Slovenské Federativní Republiky; en eslovaco: Ústavný zákon o zániku Českej a Slovenskej Federatívnej Republiky) del 25 de noviembre de 1992, fue una ley mediante la cual la Asamblea Federal de Checoslovaquia emitió una decisión constitucional sobre la disolución de la República Federal Checa y Eslovaca. No era una forma en la que la federación pudiera desaparecer, sino una nueva ley constitucional, según la cual la existencia de la federación simplemente terminaría el 31 de diciembre de 1992 a las 24:00 horas centroeuropea.

## Votación
En la mañana del miércoles 25 de noviembre de 1992, la Asamblea Federal se reunió y el Comité de Conciliación presentó una propuesta de consenso. La votación tuvo lugar exactamente a las 13:21 horas. 143 diputados de la Cámara del Pueblo votaron de la siguiente manera:
- A favor: 92
- En contra: 16
- Abstenciones: 25
- No participaron: 8

72 diputados de la parte eslovaca de la Cámara de las Naciones votaron de la siguiente manera:
- A favor: 46
- En contra: 7
- Abstenciones: 16
- No participaron: 3

72 diputados de la parte checa de la Cámara de las Naciones votaron de la siguiente manera:
- A favor: 45
- En contra: 7
- Abstenciones: 11

## Disolución de la República Federal Checa y Eslovaca
La República Federal Checa y Eslovaca dejó de existir el 31 de diciembre de 1992. La República Checa y Eslovaquia se convirtieron en sus estados sucesores.